# Tetramorf

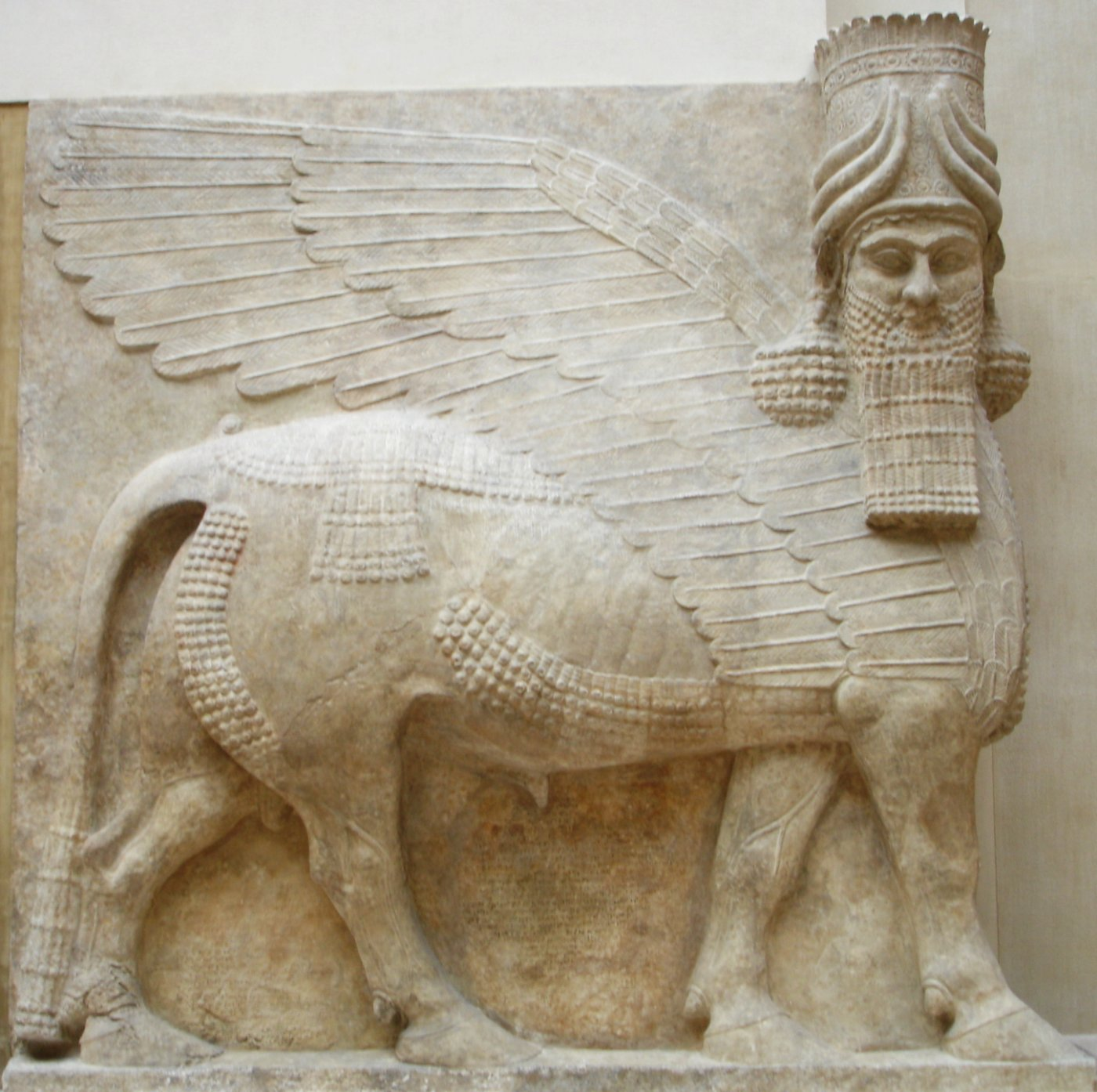
Een Assyrische gevleugelde stier, bas-reliëf, ca. 713-716 v.Chr.

De tetramorf is een symbolische afbeelding van vier verschillende elementen in een geheel. De term werd ontleend aan het Oudgrieks tetra- (τετρα-), dat vier betekent en morphē (μορφή) voor vorm. In de christelijk geïnspireerde kunst wordt de tetramorf gebruikt voor de afbeelding van de vier evangelisten, hetzij in menselijke figuur hetzij voorgesteld door hun symbolen. Maar de tetramorf is veel ouder dan deze christelijke voorstellingen en gaat terug op voorstellingen uit de antieke oudheid.
Voor deze voorstellingen inspireerde men zich op de theriantropieën uit de antieke mythologie. Een bekend voorbeeld van een dergelijke theriantropie uit de oudheid is de sfinx die het gezicht en bovenlichaam van een mens had, de voorpoten en hoeven van een stier, het lichaam en de staart van een leeuw en de vleugels van een arend. Deze symbolen waren populair in de Assyrische kunst en werden in de Judeo-christelijke sfeer geïntroduceerd door de profeet Ezechiël 1:6-11 ten tijde van de Babylonische ballingschap. 

## De christelijke traditie

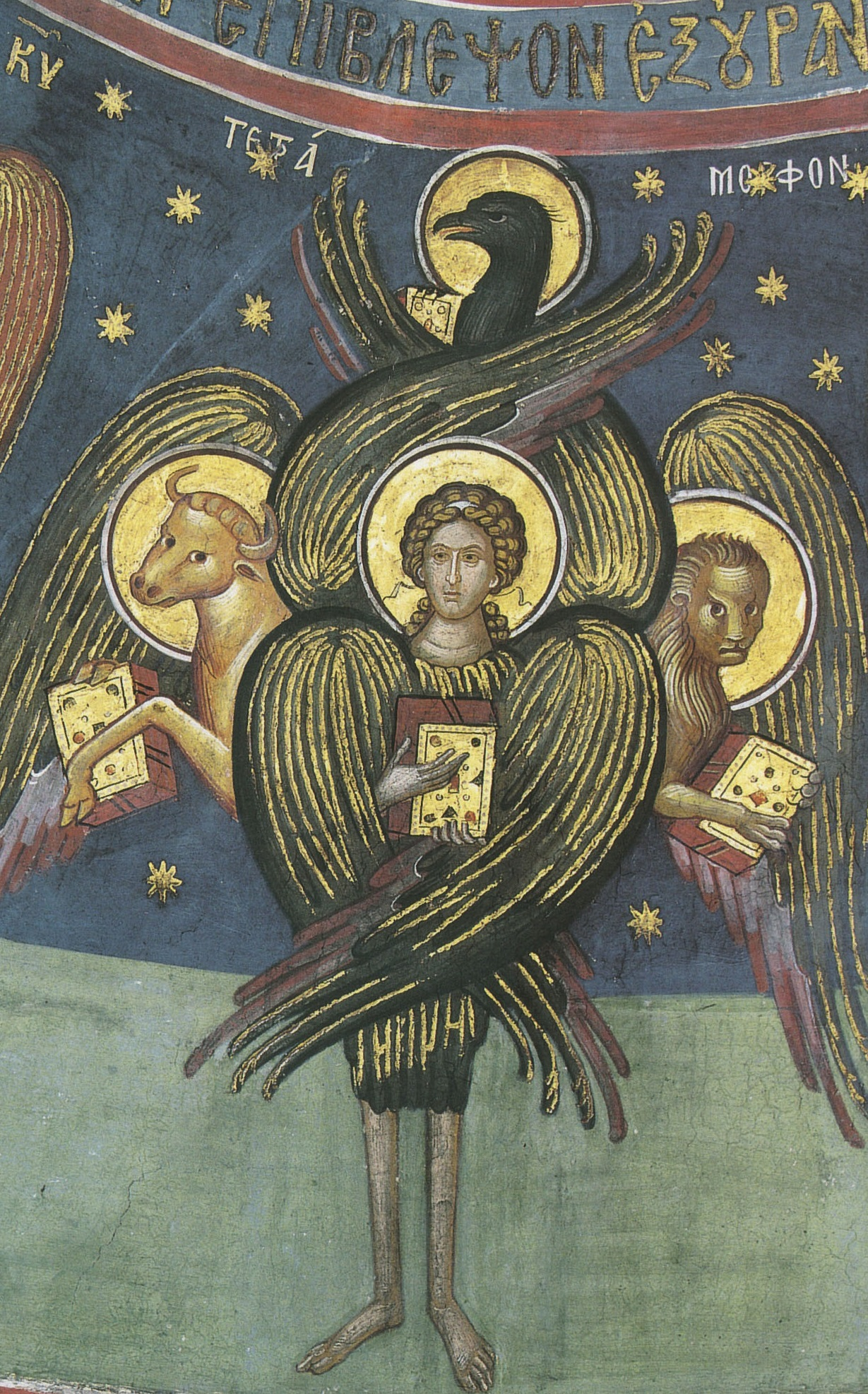
Een compositie van de vier evangelisten in één tetramorf

In Openbaring 1 worden deze wezens uit het roepingsvisioen van Ezechiël 1 overgenomen en samengevoegd  met de beschrijving van de serafijnen uit het roepingsvisioen van Jesaja  6. In het tafereel beschreven in de Openbaring 4:6-7 staan ze rond de troon van God.
Ireneüs van Lyon (ca. 120-202) schrijft in Adversus Haereses 3.11.8 dat er precies vier evangeliën moeten zijn, zoals er vier zones in de wereld zijn, vier hoofdwinden, vier basiselementen en de vier levende creaturen die door Ezechiël werden genoemd. Hij ziet de vier evangeliën, die hij verbindt met de vier levende wezens als de vier pilaren waarop de kerk steunt. Hij maakte een andere toekenning van de symbolen dan die van Hiëronymus namelijk:
- Mattheus: mens of engel
- Marcus: adelaar
- Lucas: rund
- Johannes: leeuw

Augustinus van Hippo schreef hierover in De concensu evangelistarum 1.6.9, maar als volgt:
- Mattheus: leeuw
- Marcus: engel
- Lucas: rund
- Johannes, die de levende figuren in zijn Apocalyps beschreef: adelaar

Hiëronymus van Stridon zal de vier dieren of “levende wezens” dan verbinden met de vier evangelisten op basis van het begin van elk evangelie: 
- Matteüs wordt verbonden met het symbool van de mens (of een engel, want het wezen was gevleugeld), omdat hij in zijn evangelie de nadruk legt op Christus als mens. Hiëronymus verwijst naar het Mattheus-evangelie, dat begint met de stamboom van Jezus.
- Marcus wordt verbonden met het symbool van de leeuw. Deze associatie zou gebaseerd zijn op  1:3, waar Marcus het heeft over 'de stem van de roepende in de woestijn'.
- Lucas wordt vereenzelvigd met de stier (de os of het kalf). Het Lucas-evangelie begint met de aankondiging aan de priester Zacharias dat hij een zoon zal krijgen (Johannes de Doper) die de weg voor de Messias zal voorbereiden. Zacharias was een priester en het offerdier bij uitstek was een stier, os of kalf. Het offer van het dier was een voorafspiegeling van het offer van Christus.
- Johannes beschrijft de hemelvaart van Christus. Dat werd door Ambrosius vergeleken met de vlucht van de adelaar. Volgens de antieken was de adelaar de enige vogel die recht in de zon kon zien, zoals Christus de enige mens was die rechtstreeks God de Vader kon zien. Johannes, die van het licht van God getuigt, krijgt daarom het symbool van de adelaar.

## De tetramorf in de kunst
In de vroege middeleeuwen, vanaf de 4e eeuw, zien we de tetramorf vooral met afbeeldingen van de 'vier levende wezens'. De afbeeldingen worden in de eerste plaats gebruikt om de eigenschappen van Christus zelf te benadrukken. De mens staat dan voor de incarnatie en zijn menselijkheid, het rund voor het priesterschap en zijn offer, de leeuw symboliseert de macht en het koningschap en de arend is het symbool van zijn goddelijkheid. De wezens worden afgebeeld met vleugels, ook bij de Assyriërs al een symbool van goddelijkheid. In de Majestas Domini staan de vier wezens rond de troon van de verheerlijkte Christus.
De evangelisten worden aanvankelijk afgebeeld in hun normale menselijke gedaante. In de Insulaire kunst zien we de symbolische voorstellingen meer op de voorgrond treden. De Karolingers hernemen  de vroegste stijl en opteren voor een menselijke voorstelling. In de Ottoonse en de Romaanse periode wordt weer de voorkeur gegeven aan de symbolen van de tetramorf maar in de daaropvolgende gotiek schakelt men over op de menselijke evangelist vergezeld van zijn symbool, hoewel ook daar nog talloze voorbeelden zijn te vinden van het gebruik van de symbolen op zich. Het spreekt vanzelf dat illustraties in de Apocalypsmanuscripten teruggrijpen naar de vier levende wezens.
De evolutie door de stijlperioden van de boekverluchting is natuurlijk geen absoluut gegeven zoals de beelden in de galerij aantonen.

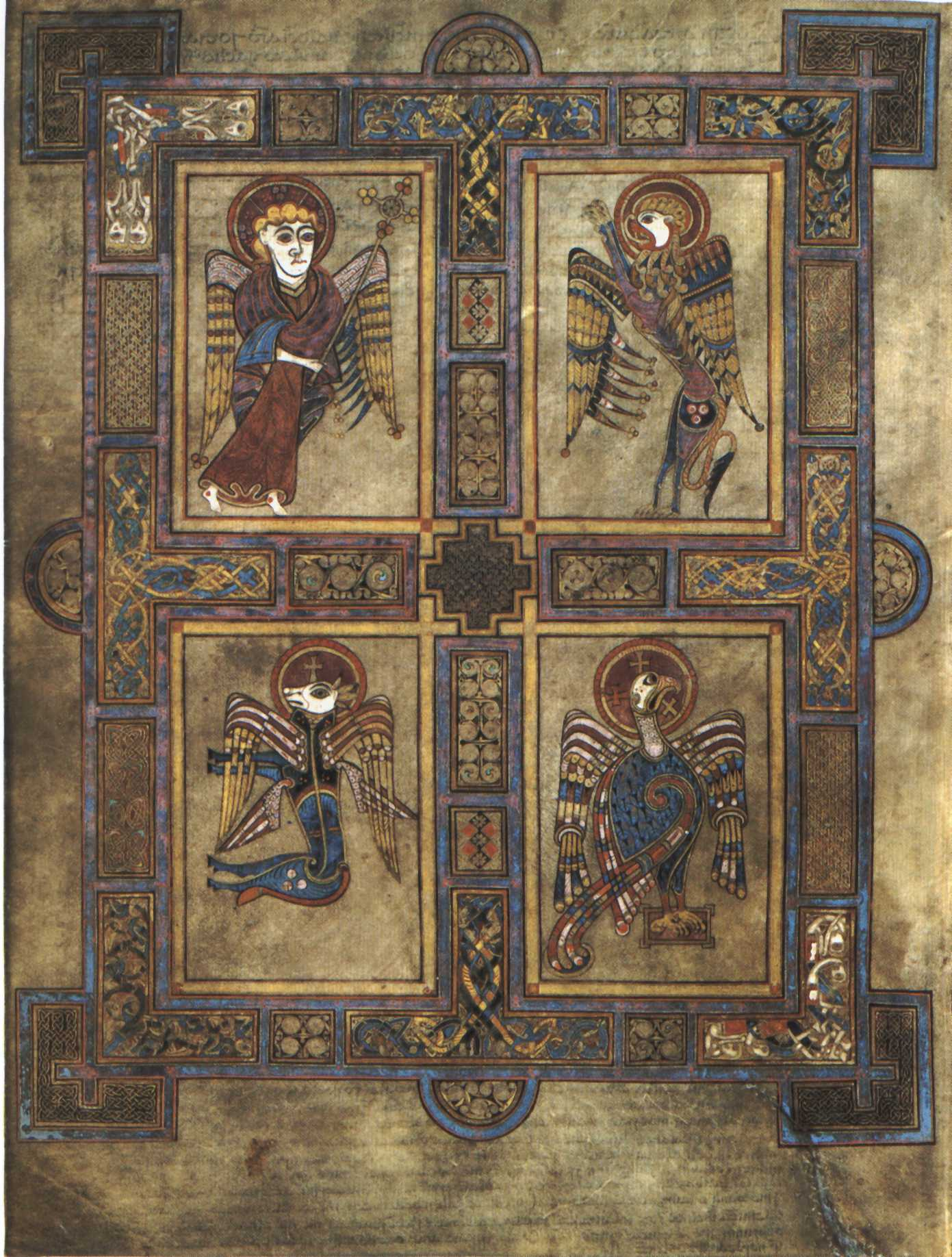
De tetramorf in het Book of Kells, ca. 800, Insulair
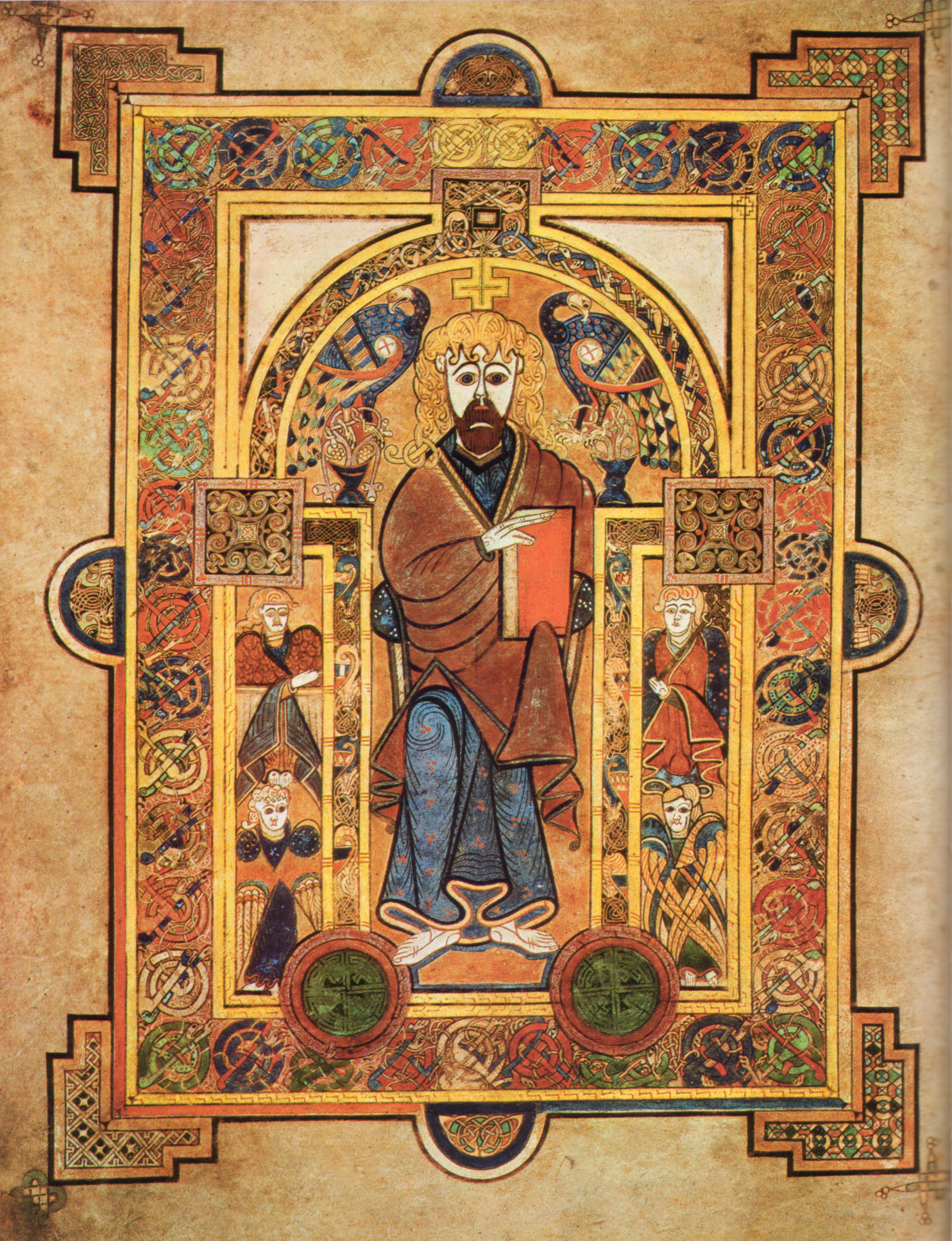
Book of Kells, ca. 800, Majestas Domini
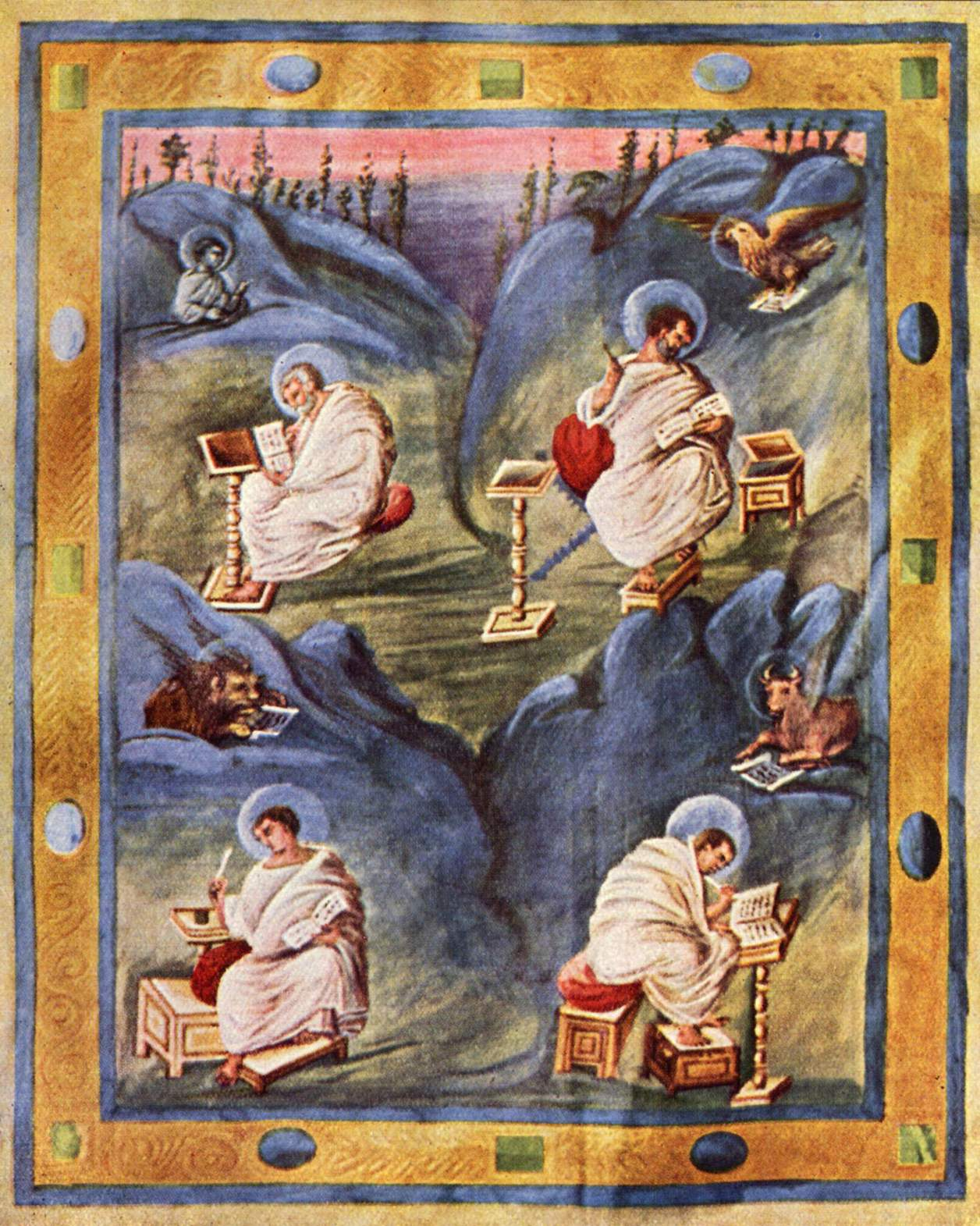
Evangeliarium van Aken, ca. 820, Karolingisch
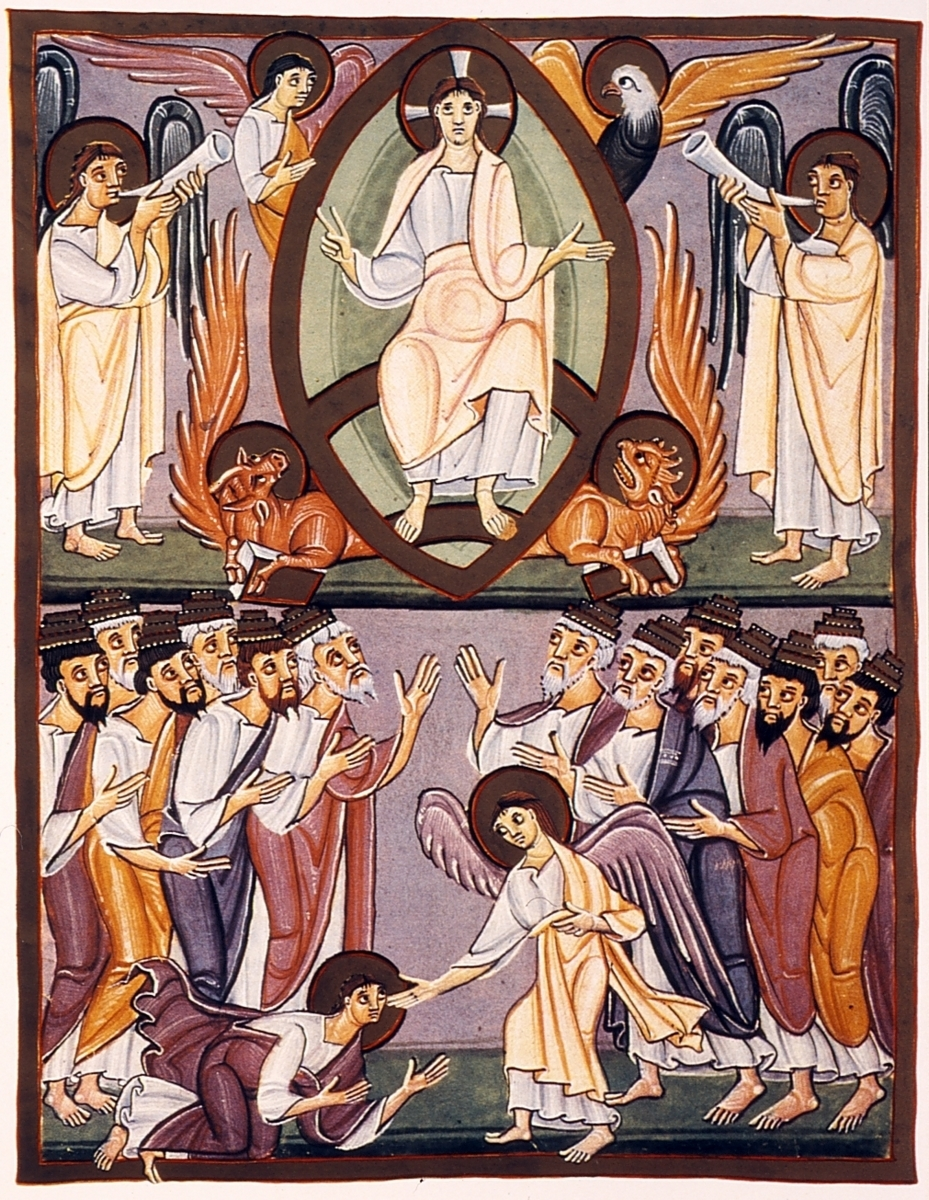
Bamberg Apocalyps, ca, 1000, Majestas Domini
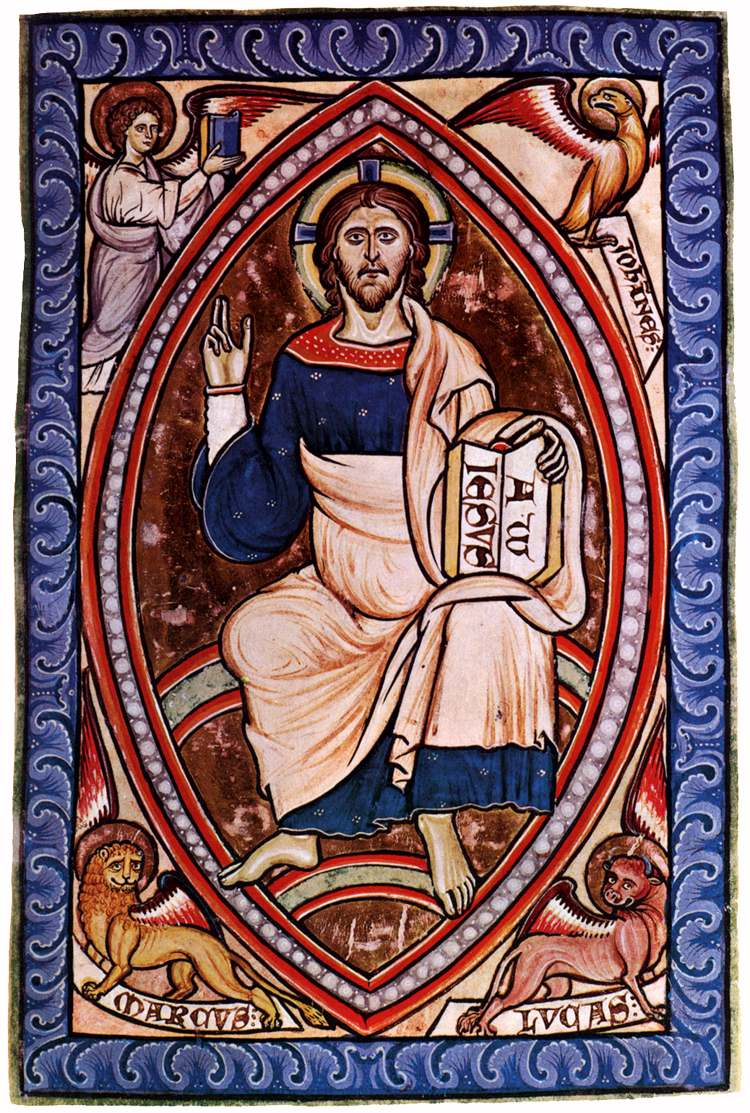
Majestas Domini, 12e eeuw, Romaans
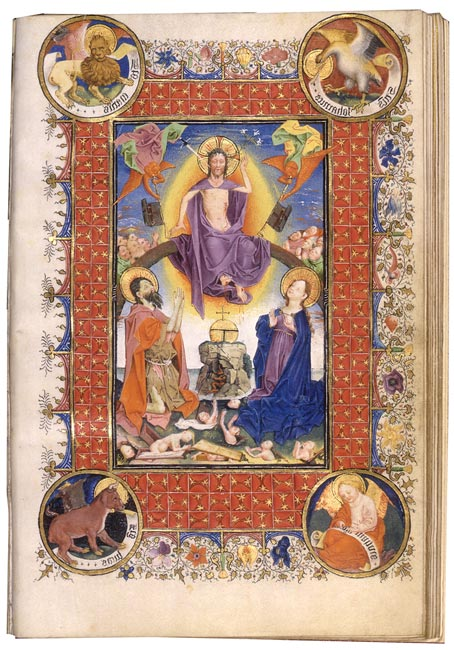
Getijdenboek ca.1440, Gotisch
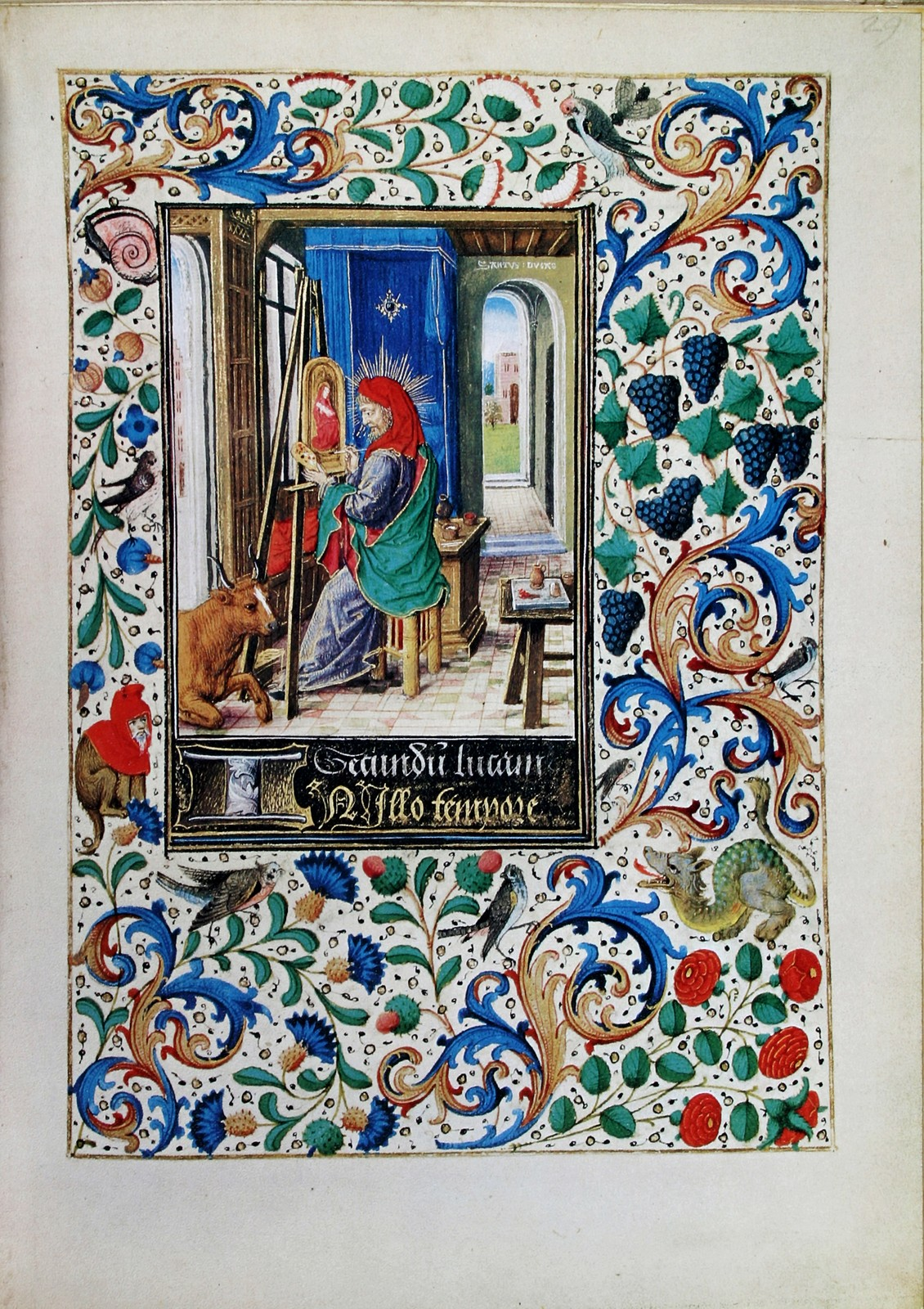
Getijden van Maria van Bourgondië, De heilige Lukas, ca. 1470, Gotisch
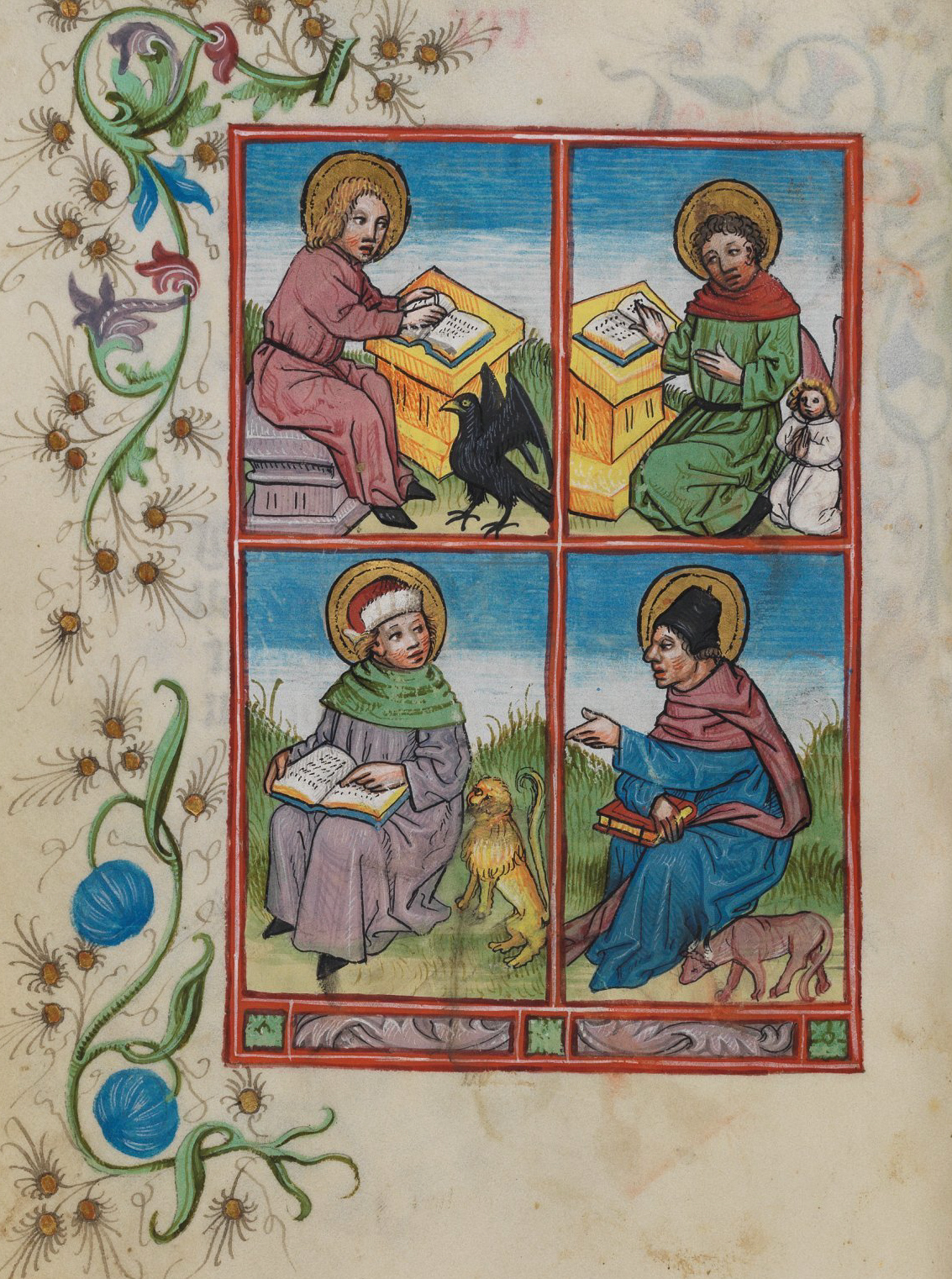
Waldburg-getijden, 1486, Gotisch
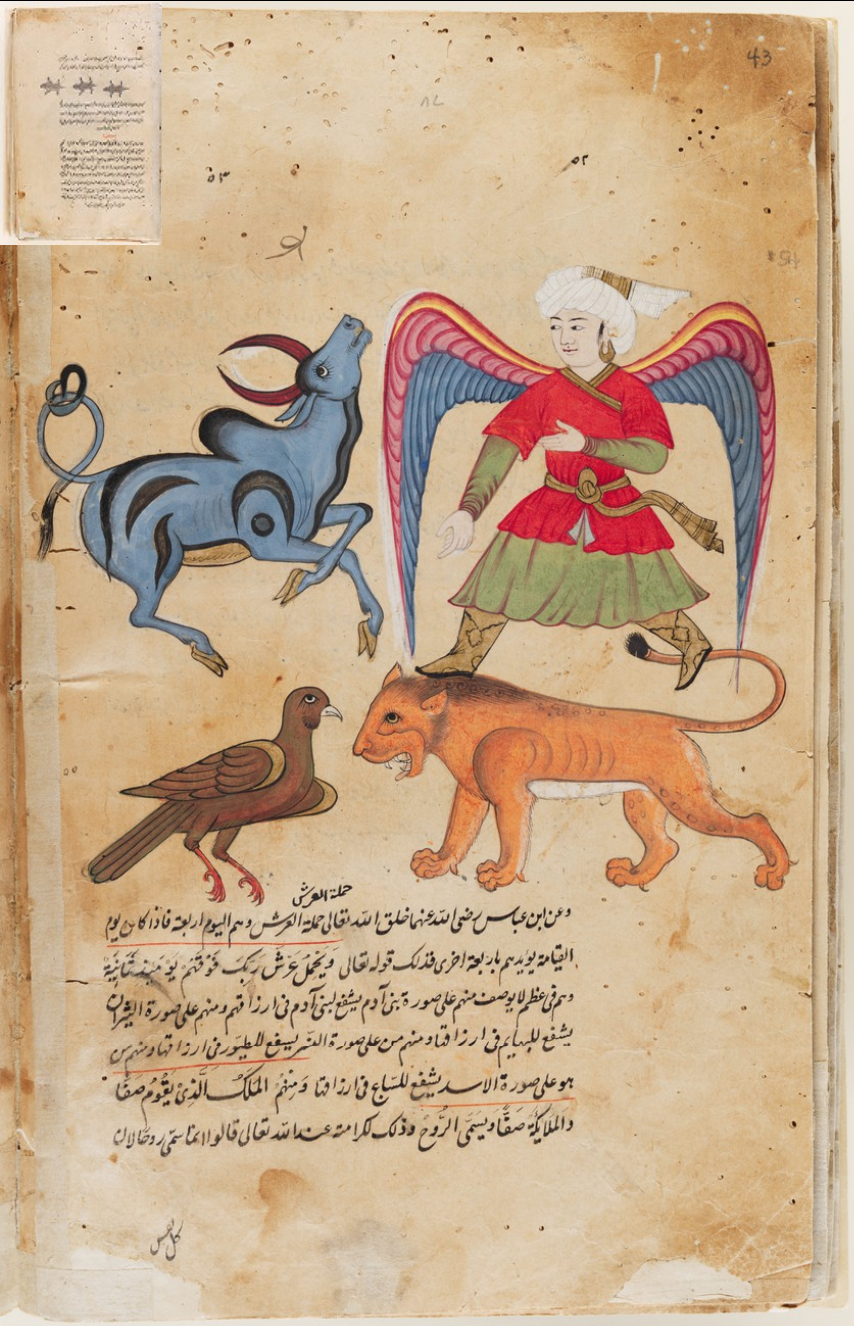
Illustratie van engel met leeuw, os, en adelaar uit ʿAjā'ib al-makhlūqāt wa gharā'ib al-mawjūdāt, manuscript 'Wonderen van de schepping', circa 1650

In de beeldhouwkunst komt men de tetramorf zeer frequent tegen in de apsis en op het timpaan van vooral Romaanse kerken. 

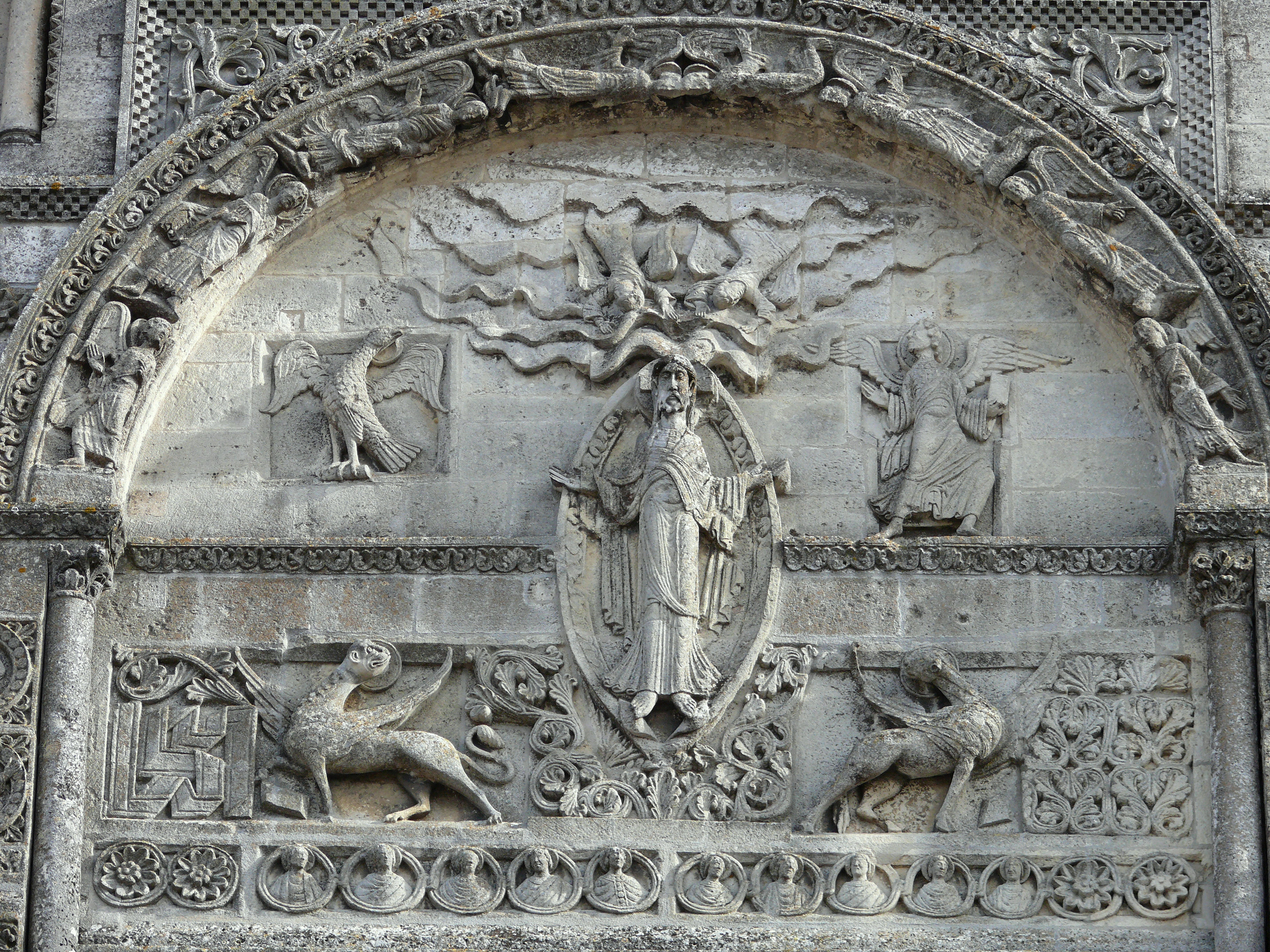
Westportaal van de kathedraal Saint-Pierre in Angoulême
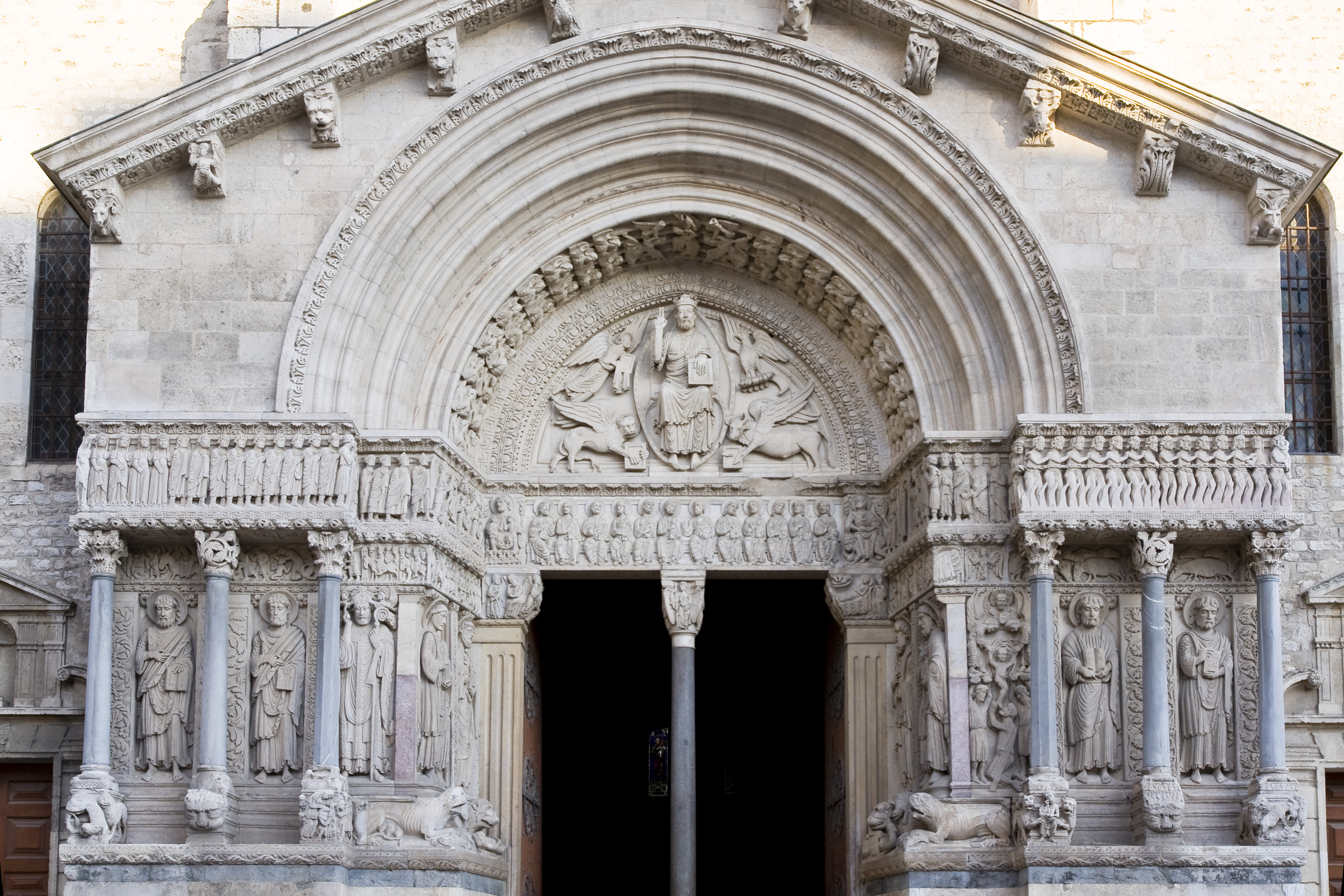
Portaal van de Saint-Trophime in Arles
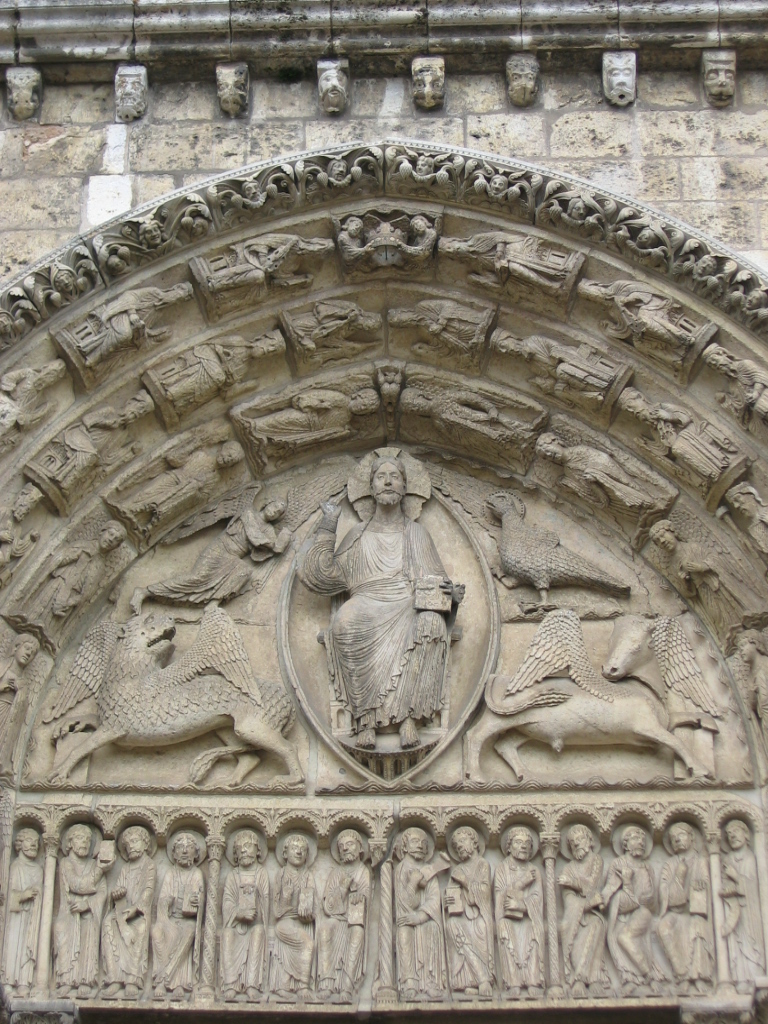
Timpaan in het west-portaal van de kathedraal van Chartres